# 枝見太朗
枝見 太朗（えだみ　たろう、昭和32年（1957年）6月7日-）は、日本の福祉活動家。

## 経歴
東京都出身。国際商科大学（現、東京国際大学）商学部中退。日本テレビ勤務を経て福祉活動家となり、2000年財団法人富士福祉事業団理事長に就任。1996年公益社団法人東京青年会議所理事長（任期1年）。社会福祉法人東京都社会福祉協議会評議員、東京ボランティア・市民活動センター運営副委員長を兼務。2011年全国社会福祉協議会主催、第20回全国ボランティアフェスティバル TOKYO　実行委員長。日本赤十字社東京都支部　評議員。
東京都北区協働地域づくり推進事業選定委員会・委員長。
調布市市民活動支援センター開設準備委員会・座長。
公益財団法人　冨士霊園　評議員。
プラットフォームサービス株式会社　顧問。
岩手県釜石市　復興アドバイザー・地方創生アドバイザー。
国分寺市社会福祉協議会　ボランティア活動センターこくぶんじ運営委員会・委員長。東京都江東区区民協働推進会議　会長。一般財団法人　知可子育英支援財団　理事。
明星大学「ボランティア論」非常勤講師。
2023年6月　一般財団法人富士福祉事業団　理事長を退任。
2023年7月　社会福祉法人東京都共同募金会　常務理事・事務局長に就任。
1983年インド・ボンベイ（ムンバイ）でマザー・テレサと出会い師事、日本におけるマザー・テレサ支援のボランティア・コーディネーター、スポークスマンの役割を果たす。500人以上の日本人とマザー・テレサの面会をサポート。カルカッタ（コルカタ）への訪問は60回以上。マザー・テレサに関する講演多数。
1991年、元暴走族で少年院帰りの少年を主人公にした安部譲二原作『泣きぼくろ』の映画製作をした。
1998年全国公開アニメーション映画「ゼノ・かぎりなき愛に」プロデューサー。

## 著書
- 『非営利型株式会社が地域を変える―ちよだプラットフォームスクウェアの挑戦―』
- 『わたしはマザーに会った～20人が語るマザーテレサのすがた』（共著）
- 『よみがえれ釜石・官民連携による復興の軌跡』